# A286 road

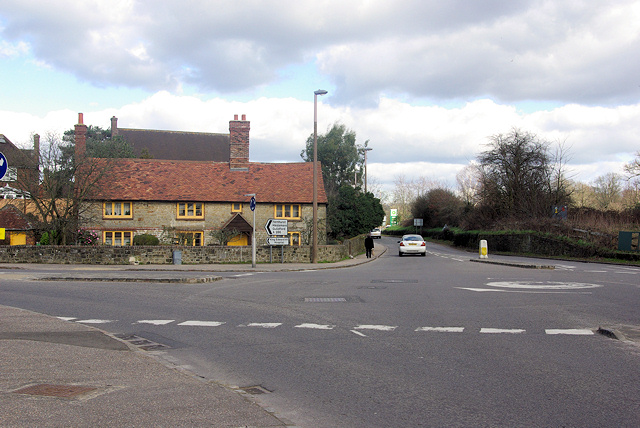
Kreuzung der Straßen A286 und A272 bei Easebourne; die A286 verläuft nach links

Die A286 ist eine A road, die 1923 zwischen Milford und Chichester festgelegt wurde. In Teilen von Midhurst verläuft die A286 auf der A272. In Chichester verlief sie bis zum zentralen Platz „Market Cross“. Später verlängerte man sie bis nach Birdham, wo sie heute an einem Kreisverkehr endet, auf den zwei B roads zulaufen. In Chichester verläuft sie heute nicht mehr durch die Innenstadt, sondern auf einem Straßenring um den Stadtkern, der komplett mit der Nummer A286 ausgeschildert ist. In Midhurst hat die A286 eine westlichere Führung erhalten, um nicht mehr den Stadtkern zu durchqueren.